# Systenocentrus rufus
Systenocentrus rufus is een hooiwagen uit de familie Sclerosomatidae.